# Philip Guston
Philip Guston   (Montreal, 27 de juny de 1913 - Woodstock, 7 de juny de 1980) fou un pintor quebequès-estatunidenc. Primer va destacar com a muralista, i va treballar per la Federal Art Project (de 1935 a 1942), com el seu amic Adolph Gottlieb. Formà part d'un grup d'artistes conegut com l'Escola de Nova York, juntament amb Jackson Pollock, Elaine de Kooning, Lee Krasner, Franz Kline, Arshile Gorky, Mark Rothko, Hans Hofmann, Adolph Gottlieb, Robert Motherwell, Willem de Kooning i Clyfford Still.
A principis dels anys quaranta va començar a pintar un tipus d'estil de fantasia figurativa que s'apropava al surrealisme. Cap a final de la mateixa dècada, però, va començar a experimentar amb abstraccions que s'assemblaven lleugerament a paisatges urbans, fins que cap a 1950 eliminà l'element figuratiu de la seva obra. Els seus quadres més característics mostren taques lluminoses de colors superposats amb pinzellades delicades a la zona central d'un llenç de fons clar. Aquest tret ha estat descrit com a impressionisme abstracte, i es va associar Guston amb el grup, més líric, d'expressionistes abstractes.
Durant els anys seixanta, els grisos van substituir la brillantor inicial dels colors, i de mica en mica s'hi endinsaren vagues associacions naturalistes, fins que als anys seixanta va introduir una nova forma de figuració, a mig camí entre la sàtira i l'estil grotesc de Goya. Utilitzava una tècnica amb bandes de còmic i colors molt discordants. Pintava amb un cert ànim de brutalitat, estil amb què va descriure escenes del Ku-Klux-Klan i magnífics comentaris socials.